# Maurice Sarfati
Maurice Sarfati est un acteur, scénariste, réalisateur et directeur artistique français, né le 24 juin 1931 à Paris 14e et mort le 13 novembre 2013 à Paris 12e,.
Pratiquant également le doublage, il est surtout connu pour avoir doublé Tony Danza dans la série Madame est servie, ainsi que les antagonistes de la série Nicky Larson.
Maurice Sarfati est également connu pour son interprétation de Tintin, dans les versions enregistrées des aventures de Tintin et Milou qui furent disponibles en disques LP et cassettes audio entre 1960 et 1985.
Pour le journal L'Express, Maurice Sarfati possède « une filmographie extraordinaire » et sa carrière est « hétérogène ».

## Biographie

### Carrière
Maurice Sarfati est né le 24 juin 1931 dans le 14e arrondissement de Paris.
En 1951, à l'âge de 19 ans, il fait ses débuts au théâtre avec Dieu le savait! à l'âge de 19 ans, et fait ses débuts au cinéma en 1953 à l'âge de 21 ans avec Maternité clandestine de Jean Gourguet,. Il joue aussi le rôle de Christian dans Les Premiers Outrages, sorti en 1955, et Jehan Frollo dans Notre Dame de Paris sorti en 1956. En 1957, il joue dans Une nuit au Moulin-Rouge et la même année, il incarne Lapointe dans Maigret tend un piège. L'année suivante, en 1958, il joue dans le film La Putain sentimentale puis incarne René Perrin dans Péché de jeunesse.
En 1960, Sarfati décroche un rôle dans Les portes claquent et incarne, deux ans plus tard, le rôle d'Alexis pour le film Codine. Entre 1960 et 1985, il interprète Tintin, dans les versions enregistrées des aventures de Tintin et Milou, à l'époque diffusées à la radio, puis rendues disponibles en disques LP et cassettes audio.
Dans les années 1970, il travaille dans le doublage de films en langue étrangère pour la télévision française, notamment pour les rôles de Travis dans Taxi Driver et de Jake LaMotta dans Raging Bull, incarné par Robert De Niro pour les plus connus.
Dans les années 1980, il apparaît principalement dans des téléfilms. Entre 1984 et 1992, il devient la voix iconique de Tony Micelli, joué par Tony Danza, dans la série Madame est servie,.
En 1990, il devient directeur artistique et incarne différentes voix additionnelles, en particulier les antagonistes, dans la série télévisée d'animation japonaise Nicky Larson, dont la diffusion s'est faite entre 1990 et 1995 sur la chaîne de télévision française TF1. La version française propose des dialogues davantage édulcorés par rapport à la version originale, ainsi que l'occidentalisation du nom des personnages. Toutes ces modifications continuent toujours de diviser le public. Lors d'une interview pour Ultra Manga (MCM) de 2009, Maurice Sarfati admettait que son équipe, après avoir su que son travail allait se porter sur un anime destiné aux adultes, devait « adoucir » les dialogues afin que l’anime puisse être regardé par un jeune public. De cette série, sa voix aura marqué toute une génération d'enfants et d'adolescents.
Il apparait aussi dans le film de Jean-Luc Godard, Film Socialisme, sorti en 2010,.

### Mort
Maurice Sarfati meurt le 13 novembre 2013 dans le 12e, à l'âge de 82 ans,. Il est inhumé au cimetière parisien de Pantin.

## Filmographie

### Acteur
- 1953 : Maternité clandestine, de Jean Gourguet : Doudou
- 1954 : Avant le déluge, de André Cayatte : un élève
- 1954 : Le Grand Pavois, de Jacques Pinoteau : Midship
- 1954 : L'Air de Paris, de Marcel Carné : Jojo
- 1954 : Huis Clos, de Jacqueline Audry
- 1955 : Les Hommes en blanc, de Ralph Habib : un interne
- 1955 : Les Premiers Outrages, de Jean Gourguet : Christian Lamotte - dit Kiki
- 1956 : OSS 117 n'est pas mort, de Jean Sacha : Arthur
- 1956 : La Famille Anodin de Marcel Bluwal (série télévisé) : Jean Lou Anodin
- 1956 : Notre-Dame de Paris, de Jean Delannoy : Jehan Frollo
- 1956 : Mitsou, de Jacqueline Audry : le télégraphiste
- 1957 : Une nuit au Moulin-Rouge, de Jean-Claude Roy
- 1958 : Maigret tend un piège, de Jean Delannoy : inspecteur Lapointe
- 1958 : L'Eau vive, de François Villiers : le cousin de Cavaillon
- 1958 : La P... sentimentale, de Jean Gourguet : Paty Berger
- 1958 : Péché de jeunesse, de Louis Duchesne : René Perrin
- 1959 : Le Second Souffle, de Yannick Bellon
- 1959 : Le Voyage (The Journey) d'Anatole Litvak : Jacques Fabbry
- 1960 : Le Panier à crabes, de Joseph Lisbona : Henri
- 1960 : Les Cinq Dernières Minutes, épisode Qui trop embrasse... de Claude Loursais (série télévisée) : Alain
- 1960 : Les portes claquent, de Jacques Poitrenaud
- 1961 : L'Exécution de Maurice Cazeneuve
- 1961 : L'inspecteur Leclerc enquête : Les Blousons gris de Marcel Bluwal : Jean-Louis
- 1962 : Homenaje a la hora de la siesta, de Leopoldo Torre Nilsson : Lombardo
- 1963 : Codine, d'Henri Colpi : Alexis
- 1964 : Pierrots des alouettes, d'Henri Spade (téléfilm musical) : Marcel
- 1966 : Les Centurions, de Mark Robson : Merle
- 1966 : L'Avare (téléfilm) : La Flèche
- 1967 : Le Feu de Dieu, de Georges Combret
- 1967 : La Malédiction de Belphégor, de Georges Combret et Jean Maley : Roger
- 1968 : La Louve solitaire, d'Édouard Logereau : Silvio
- 1970 : Maurin des Maures (feuilleton TV) : Sandri
- 1971 : Les Dossiers du professeur Morgan (série télévisée)
- 1972 : Les Dossiers de Me Robineau : Les cagnards (téléfilm) : Charlie
- 1974 : Nans le berger (série télévisée) : Firmin
- 1976 : Le Berger des abeilles (téléfilm) de Jean-Paul Le Chanois : Puig
- 1977 : L'Enfant du pèche ou les malheurs de marie, l'Alsacienne (téléfilm) de Paul Planchon : Joachim, l'officier loyal
- 1978 : La Lilloise maudite (téléfilm) : Carnax
- 1978 : Mazarin (feuilleton TV) : Le coadjuteur de Gondi, de Retz
- 1980 : Les Chevaux du soleil (feuilleton TV) : Daniel
- 1980 : Arsène Lupin joue et perd (feuilleton TV) : Jean Doudeville
- 1981 : L'inspecteur mène l'enquête (émission)
- 1981 : Les Écumeurs de Lille (téléfilm) : Rascar
- 1981 : La Nonne sanglante (téléfilm)
- 1981 : La Scélérate Thérèse (téléfilm) : Capitaine Maurice
- 1983 : Messieurs les jurés (feuilleton TV) : Me Sauvigny
- 1990 : Cyrano de Bergerac, de Jean-Paul Rappeneau
- 2010 : Film Socialisme, de Jean-Luc Godard

### Scénariste
- 1977 : L'enfant du péché ou les malheurs de Marie, l'Alsacienne, (téléfilm)
- 1981 : Les écumeurs de Lille, (téléfilm)
- 1981 : La nonne sanglante, (téléfilm)
- 1981 : La scélérate Thérèse, (téléfilm)

### Réalisateur
- 1978 : La Lilloise maudite, (téléfilm)

## Théâtre
- 1951 : Dieu le savait ! d'Armand Salacrou, mise en scène Jean Mercure, théâtre Saint-Georges
- 1954 : Les J3 de Roger-Ferdinand, mise en scène Jacques Baumer, théâtre de l'Ambigu
- 1955 : Les Enfants d'Edouard de Frederic Jackson et Roland Bottomley, adaptation Marc-Gilbert Sauvajon, mise en scène Jean Wall, théâtre des Célestins
- 1957 : La Mouche bleue de Marcel Aymé, mise en scène Claude Sainval, Comédie des Champs-Élysées
- 1958 : L'Enfant du dimanche de Pierre Brasseur, mise en scène Pierre Valde, théâtre Édouard VII
- 1959 : L'Enfant du dimanche de Pierre Brasseur, mise en scène Pierre Valde, théâtre de Paris
- 1959 : Le Tir Clara de Jean-Louis Roncoroni, mise en scène Jean-Louis Barrault, théâtre du Palais Royal
- 1960 : La Voleuse de Londres de Georges Neveux, mise en scène Raymond Gérôme, Théâtre du Gymnase
- 1961 : Boulevard Durand d'Armand Salacrou, mise en scène André Reybaz, Théâtre de Tourcoing
- 1961 : Boulevard Durand d'Armand Salacrou, mise en scène André Reybaz, Théâtre Sarah Bernhardt
- 1963 : Bonsoir Madame Pinson d'Arthur Lovegrove, adaptation André Gillois et Max Régnier, mise en scène Jean-Paul Cisife, Théâtre de la Porte-Saint-Martin
- 1964 : Coriolan de William Shakespeare, mise en scène Gabriel Garran, Festival d'Art dramatique d'Aubervilliers
- 1966 : L'Avare de Molière, mise en scène Jean Vilar, Festival du Marais Hôtel de Rohan
- 1967 : L'Opéra noir de Gabriel Cousin, mise en scène Gabriel Garran, Théâtre de la Commune
- 1970 : Super Positions de René Ehni, mise en scène de l'auteur, Théâtre 347
- 1972 : Les Fourberies de Scapin de Molière, mise en scène Jacques Zabor, Festival de la Baule
- 1973 : La Grotte d'Ali de Richard Demarcy, mise en scène Richard Demarcy
- 1974 : La Nuit des pleins pouvoirs de Jacques Téphany, mise en scène Pierre Meyrand
- 1975 : Rashomon et autres contes de Roland Ménard, mise en scène de Pierre Santini, théâtre Romain-Rolland
- 1979 : Le Tour du monde en quatre-vingts jours de Pavel Kohout d'après Jules Verne, mise en scène Jacques Rosny, théâtre des Célestins
- 1983 : Balle de match - Théâtre Tristan-Bernard avec Claudine Coster

## Doublage

### Cinéma

#### Films
- Robert De Niro dans :
  - Le Contrat (1969)[9] : Sam Nicoletti
  - Taxi Driver (1976) : Travis Bickle
  - Le Dernier Nabab (1976) : Monroe Stahr
  - Raging Bull (1980) : Jake LaMotta
- Alan Arkin dans :
  - Les Anges gardiens (1974) : Bean
  - Ne tirez pas sur le dentiste (1979) : Sheldon Kornpett
- Brad Davis dans :
  - Midnight Express (1978) : William « Billy » Hayes
  - Cold Steel : Sur le fil du rasoir (1987) : Johnny Modine
- 1937[10] : Rue sans issue : Spit (Leo B. Gorcey)
- 1956 : Marqué par la haine : Romolo (Sal Mineo)
- 1957 : Une arme pour un lâche : Hade Keough (Dean Stockwell)
- 1958 : Les Aventures de Tom Pouce : Tom Pouce (Russ Tamblyn)
- 1959 : La Gloire et la Peur : l'opérateur radio de la Compagnie George (Buzz Martin)
- 1960 : Un numéro du tonnerre : Carl (Doria Avila)
- 1960 : Rocco et ses frères : Ciro Parondi (Max Cartier)
- 1964 : La Baie aux émeraudes : Orestes (Tutte Lemkow)
- 1967 : Trois Milliards d'un coup : le policeman dans une voiture radio (Carl Rigg)
- 1967 : Grand Prix : Nino Barlini (Antonio Sabàto)
- 1968 : Django, prépare ton cercueil ! : Alvarez (Gianni Brezza)
- 1968 : Le Démon des femmes : Paolo (Gabriele Tinti)
- 1969 : Macadam Cowboy : Rico Rizo (Dustin Hoffman)
- 1970 : Little Big Man : L'ours des montagnes (Cal Bellini)
- 1970 : Les Inconnus de Malte : le lieutenant Tacharie (Anthony Stamboulieh)
- 1971 : L'Inspecteur Harry : l'inspecteur Chico Gonzalez (Reni Santoni)
- 1971 : Confession d'un commissaire de police au procureur de la république : Giampaolo Rizzo (Giancarlo Prete)
- 1971 : Catlow : Rio (Michael Delano)
- 1973 : Serpico : Jerry Berman (Lewis J. Stadlen (en))
- 1973 : Le Privé : Marty Augustine (Mark Rydell)
- 1973[11] : Le Caveau de la terreur : Bob Dixon (Maurice Kaufmann) et Arthur Gaskil (John Witty)
- 1973 : Le Témoin à abattre : Coffi, l'adjoint de Belli (Luigi Diberti)
- 1974 : Un justicier dans la ville : Âmes Jainchill (Stuart Margolin)
- 1974 : Contre une poignée de diamants : Mike McCarthy (Edward Hardwicke)
- 1974 : Les Derniers Jours de Mussolini : voix d'un partisan hors champ
- 1974 : Tant qu'il y a de la guerre, il y a de l'espoir : Lungarotti (Etienne Pianelli)
- 1974 : Plein la gueule : Rassmeusen (Mike Henry)
- 1975 : Un après-midi de chien : Sal (John Cazale)
- 1977 : Légitime Violence : Milly Sanchez (Randy Hermann)
- 1977 : Cours après moi shérif : le patrouilleur (Alfie Wise)
- 1977 : Le Parfait Tueur : Max (Jean-Pierre Clarain)
- 1977 : L'Empire des fourmis géantes : Larry Graham (Robert Pine)
- 1977 : Holocauste 2000 : l'assassin de Mrs. Caine (Massimo Foschi)
- 1978 : Sauvez le Neptune : Lieutenant Bloome (Lawrason Driscoll)
- 1978 : Superman : Le voyou de la ruelle (Weston Gavin) (1er doublage)
- 1978 : Les Sept Cités d'Atlantis : Fenn (John Ratzenberger)
- 1978 : Mon nom est Bulldozer : le croupier du tripot (Omero Capanna)
- 1978 : Bermudes : Triangle de l'enfer : Enrique (Pino Colizzi)
- 1979 : L'Évadé d'Alcatraz : Charley Butts (Larry Hankin)
- 1979[12] : Mad Max : le garagiste[Qui ?]
- 1979 : 1941 : Caporal Chuck « Stretch » Sitarski (Treat Williams)
- 1979 : Cuba : Juan Pulido (Chris Sarandon)
- 1979 : American Graffiti, la suite : Bob Sinclair (James Houghton)
- 1979 : Le Putsch des mercenaires : Daniel Batten (Tony Osoba)
- 1979 : Brigade des anges : Billy (Ralph Harris)
- 1979 : L'Infirmière de nuit : Carlo Pischella (Leo Colonna)
- 1980 : Nimitz, retour vers l'enfer : Floyd
- 1980 : Xanadu : le photographe (Aharon Ipalé)
- 1980 : Le Lion du désert : le capitaine Lontano (Luciano Bartoli)
- 1980 : L'Homme puma : Tony Farms (Walter George Alton)
- 1980 : Virus : le commandant Nakanishi (Isao Natsuyagi)
- 1980 : La Danse du lion : Dragon (Jackie Chan)
- 1980 : Le Droit de tuer : Chicken Pimp (Tony DiBenedetto)
- 1980 : Héros ou Salopards : le lieutenant Peter Handcock (Bryan Brown)
- 1981 : Sans retour : Simms (Franklyn Seales)
- 1981 : Le Solitaire : Sergent Urizzi (John Santucci)
- 1981 : La Mort au large : Ron Martin (Giancarlo Prete)
- 1982 : Hammett : Gary Salt (Jack Nance)
- 1982 : Les Guerriers du Bronx : Blade (Massimo Vanni)
- 1983 : Les Survivants : Donald (Robin Williams)
- 1983 : S.O.S. Taxi : Delle (Gary Busey)
- 1984 : Terminator : Sergent au bureau (Bruce M. Kerner), le barbu dans la cabine téléphonique, le petit-ami de Sarah au téléphone ainsi que le routier qui écrase le T800.
- 1984 : 2010 : L'Année du premier contact : Dr R. Chandra (Bob Balaban)
- 1984 : Top secret ! : Agent Cedric (Omar Sharif)
- 1984 : Le Palace en délire : Gary (Gary Grossman)
- 1985 : Le Justicier de Miami : Rainy (José Perez)
- 1985 : Le Diamant du Nil : Joyaux, le Saint homme (Jewel en V.O.) (Avner Eisenberg)
- 1986 : Extra sangsues : Walt, l'armurier de la Police (Dick Miller)
- 2002 : Plus jamais : Jupiter (Fred Ward)

#### Dessins animés
- Les Trois Petits Cochons : Grand Méchant Loup
- Aladin et la Lampe merveilleuse : un petit voleur
- Le Mystère de la troisième planète : Grambo

### Télévision

#### Séries télévisées
- Tony Danza dans : 
  - 1984-1992 : Madame est servie : Tony Micelli
  - 1997-2002 : Associées pour la loi : Joe Celano
- Beverly Hills 90210 : Kevin Weaver (David Hayward)
- Amour, Gloire et Beauté : Massimo Marone (Joseph Mascolo)
- Dynastie : Luke Fuller (Bill Campbell)
- Côte Ouest : Richard Avery (John Pleshette)
- Les Envahisseurs : Ted Willard (Michael Tolan)
- 1977 : Le Parrain : Michael Corleone (Al Pacino)
- 1977-1981 : Soap : Danny Dallas (Ted Wass)
- 1978-1981 : Vegas : Bobby « Brinzer » Borso (Bart Braverman)
- New York, unité spéciale : Richard White (Bruce Kirkpatrick)
- 1982-1987 : Les Enquêtes de Remington Steele : Ivan Turbell (Paul Reiser)
- Stargate SG-1 : Dr Warner (Kevin McNulty)
- Stargate SG-1 : le maître du jeu (Dwight Schultz)
- Mystères à Santa Rita : Juge Jim Stinson (Ray Wise)
- NCIS : Enquêtes spéciales : René « La Grenouille » Benoit (Armand Assante)
- Friends : Stephen Waltham (Tom Conti)
- 1986-1990 : Alf : certaines voix off
- Shining : Horace Derwent (John Durbin)
- Un cas pour deux, saison 18, épisode 8 : Bernhard Kempinski ainsi que l'hôtelier ; saison 20, épisode 3 : voix secondaires

#### Téléfilms
- Chantage à Washington : Peter Brooks (Paul Richards)
- Cœurs Coupables : Inspecteur Mike Virgilio (Chuck Shamata)
- Les Douze Salopards : Mission fatale : Carmine D'Agostino (Erik Estrada)
- Les Roses rouges de l'espoir : Lloyd Murphy (Joe Penny)
- Soupçons sur un champion : Alan Kelly (Terry David Mulligan)

#### Séries d'animation
- Blackstar : Klone, Vizir
- BraveStarr : Fulminor, Fuzz
- Clémentine : Léonard de Vinci, Pr Patati
- Space Adventure Cobra : M. Rand, Getck, Sando, Léo
- Cocori et Cotcoda : le dindon
- Comic Strip : narrateur
- Cupido : Sergent Bruno
- Double Dragon : Blaster
- Flint le Détective : le vieux sage
- Galaxy Express : un passant dans la rue, le vieillard (ep31), l'androïde réceptionniste (ep39)
- Gigi
- Jetman : Comte Radiguet, Grey, narrateur
- Julie et Stéphane : Jean-Jacques, Ponpon le perroquet
- La Légende de Zorro : Commandant Ramon, Carlos, certains méchants
- Lamu : Mendo
- La Petite Olympe et les Dieux : Poseïdon (voix de remplacement), Zeus (voix de remplacement), divers
- Les Koalous : Alex
- Le Roi Léo / Le Retour de Léo : Narrateur, Koko, Œuf-au-Jambon
- Silver Surfer : Le vieux sage
- Le Tour du monde en quatre-vingts jours : John Sullivan
- Les 4 Fantastiques : Red Richard (VF)/Reed Richards (VO)
- Max et Compagnie : Marc (voix de remplacement)
- Molierissimo : Narrateur, Le Chassieux (acolyte de Marchenoir)
- Nicky Larson : les méchants
- Power Rangers : Force Cyclone : Chauboo
- Power Rangers : Sauvetage éclair : divers monstres, Neptune
- Princesse Zelda : La Triforce, certains méchants
- Pygmalion : le narrateur
- Rambo : voix additionnelles
- SOS Fantômes : voix diverses
- Sab-Rider : Némésis (voix de remplacement)
- Sailor Moon : Bourdu, l'homme masqué (eps 53-56)
- Sherlock Holmes : l'inspecteur Lestrade, Tommy, le prince Abajan
- Super Mario Bros. : Mouser
- T'as l'bonjour d'Albert : les mauvais garçons
- Tom et Jerry : Tom et Spike
- Tom et Jerry Kids : Tom
- Il était une fois... l'Espace : voix additionnelles
- Un garçon formidable : père de Victor (épisode 1), divers (épisode 2-3)

### Direction artistique
- Digimon
- Larry et Balki (co-direction avec Jean-Claude Montalban)

## Radio
- 1959-1960 : Le Fils de Furax de Pierre Dac et Francis Blanche (cinquième saison du feuilleton radiophonique Signé Furax diffusé sur Europe 1) : Alexis
- 1959-1963 : Les Aventures de Tintin d'après Hergé (feuilleton radiophonique de la Radiodiffusion-télévision française) : Tintin
- 1960 : Les aventures d'Arsène Lupin (feuilleton radiophonique de la Chaîne Parisienne, réalisation de Jean Marcillac) - épisode L'Aiguille creuse : Isidore Beautrelet
- 1971 : L'Heure du Mystère (feuilleton radiophonique de France Inter, réalisation de Pierre Billard), épisode Le Fils : Jacques Lutange